# 질탈선
질탈선(Sihltalbahn)은 스위스 취리히주의 철도 노선으로, 취리히시와 질 계곡 지역을 연결한다. 이 노선의 승객 서비스는 이제 해당 네트워크의 서비스 S4로 브랜드화된 취리히 S-반의 일부를 형성하고 ZVV(Zürcher Verkehrsverbund) 구역 기반 요금 네트워크의 일부이다.
이 노선은 1892년에 개통되어 1924년에 전기화되었다. 현재 이 노선은 위틀리베르크선을 소유하고 있고 치머베르크 버스를 조직하고, 루프트자일반 아들리스빌-펠젠엑(LAF)를 운영하는 회사인 질탈 취리히 위틀리베르크반 SZU AG가 소유하고 있다.

## 역사
질탈 노선은 1892년 8월 3일 취리히 젤나우에서 질발트까지 노선을 개통한 질탈반 회사(SiTB)에 의해 건설되었다. 젤나우는 이미 위틀리베르크 노선의 종점이었고, 두 노선은 기쉬벨역까지 평행하게 달렸다. 그해 12월, 스위스 북동부 철도(NOB)의 취리히호 좌안선에 있는 기슈벨역과 비디콘역을 연결하는 화물 지점이 건설되었다.
1897년 6월 1일 질탈 노선은 질브루크까지 연장되었으며 NOB의 탈빌-아트-골다우 철도와 연결되었다. 1924년에 라인은 교류를 사용하여 전기화되었다. 1932년 질탈선의 관리가 위틀리베르크선의 관리를 인수했지만, 두 회사는 1973년까지 합병되어 SZU를 형성할 때까지 존재했다.
1990년에 두 노선은 젤나우역의 이전 공동 종점에서 취리히 중앙역 아래 취리히 HB SZU의 종점으로 확장되었다. 이 확장에는 젤나우에서 중앙역까지의 새로운 철도 터널과 이전 터미널에 인접한 새로운 지하 중간역의 건설이 포함되었다. 중앙역에서 사용되는 지하 플랫폼과 선로는 이미 존재했으며, 1973년 이전에 U-반 계획을 위해 건설되었지만 결국 유권자들에 의해 거부되었다. 새로운 확장이 열리면 젤나우의 이전 터미널이 재개발되었으며, 현재는 거의 흔적이 남아 있지 않다.
2006년에는 성수기에는 10분 간격으로 노선을 개통하였다. 그와 동시에 질발트와 질브루그 사이의 여객 서비스가 중단되었지만, 선로가 여전히 존재하고 가끔 기차가 사용된다.
- 질탈반-게젤샤프트의 주식 증서, 1893년 3월 24일 발행[8]
- 1924년형 레일카는 현재 취리히 박물관 철도에서 보존하고 있다.
- 1897년 질발트 기관차고

## 운행

### 노선
질탈 라인은 취리히 중앙역에서 전용 지하 섬 플랫폼(취리히 HB SZU)을 활용하여 위틀리베르크선과 공통 종점을 공유한다. 역의 나머지 부분과 연결되는 철도는 없지만, 플랫폼에는 역의 다른 플랫폼을 연결하는 동일한 보행자 지하철 및 지하 쇼핑몰이 있다.
중앙역에서 취리히 기쉬벨역까지 두 노선은 공통 쌍선 노선을 공유한다. 처음에는 터널에서 부분적으로는 질강을 따라 그리고 아래로 운행된다. 현재 젤나우역은 이 하천 터널 구간에 있다.
두 노선은 질탈 노선의 열차만 운행하는 기쉬벨역에서 분기된다. 또한 여기에는 스위스 연방 철도의 취리히호 좌안선에 있는 취리히 비디콘역으로 가는 화물 전용 지점이 있는 분기점이 있다. 노선의 다음 정거장은 취리히 잘슈포르탈레-질시티역으로, 대형 질시티 쇼핑몰에 인접해 있으며 쇼핑몰에서 플랫폼으로 바로 연결된다. 추가 교외역은 취리히 브루나우, 취리히 만에크와 취리히 라임바흐에서 이어진다.
취리히시를 떠나서 이 노선은 질강을 밀접하게 따라가며 아들리스빌 시정촌의 수트-오버라임바흐, 아들리스빌 및 질라우역을 제공한다. 아들리스빌에서 조금만 걸어가면 펠젠엑 정상까지 올라가는 아들리스빌-펠젠엑 케이블카로 환승할 수 있다.
아들리스빌 너머에는 빌트파르크-회플리, 랑나우-가티콘 및 질발트역이 있지만, 많은 기차가 랑나우-가티콘에서 끝난다. 질발트 너머로, 이 노선은 정기 여객 서비스를 제공하지 않지만, 질브루크역에서 스위스 연방 철도의 탈빌-아트-골다우 철도와의 교차점으로 계속 이어진다.

### 운행편
이 노선의 승객 서비스는 이제 S4라는 브랜드의 취리히 S-반의 일부를 형성한다. 기차는 일반적으로 성수기 외에는 20분마다, 성수기에는 10분마다 운행한다. 대부분의 기차는 랑나우-가티콘역에서 끝나며, 질발트역까지는 시간당 한 대의 기차만 운행된다. 표준 취리히 교통 연결 (ZVV) 지역 운임 요금이 해당 노선에 적용된다.
주말 자정 이후에 운행되는 S4 노선의 야간 서비스(SN4)는 취리히 중앙역과 랑나우-가티콘 사이를 운행한다.
취리히 무제움-반 (ZMB)은 질탈선을 통해 때때로 유산 철도 서비스를 운영한다. 4월부터 10월까지 매월 마지막 일요일에는 취리히 비디콘역에서 질브루크역까지 증기선이 운행된다. ZMB는 2대의 초기 증기 기관차, 철도 차량과 원래의 전철화를 위해 제작된 기관차를 포함하여, 이전 질탈선 철도 차량을 보존하고 있다.

### 인프라
질탈 라인은 15kV 16.7Hz AC에서 가공선의 표준 스위스 본선 시스템을 사용하여 전력을 공급하는 반면 위틀리베르크선은 1200V DC에서 가공선을 사용하여 전력을 공급한다. 공통구간에서 충돌을 피하기 위해 위틀리베르크선은 트랙 중앙에서 오프셋된 가공선을 사용하며, 그 차량에는 이를 수집하기 위해 특별히 설계된 팬터그래프가 장착되어 있다.

### 차량
질탈 노선의 여객 서비스는 단일 및 이중 데크 차량이 혼합되어 운영되며, 때로는 동일한 열차에 두 유형이 모두 포함된다. 견인력은 전기 기관차에 의해 제공되며, 이 기관차는 기차의 다른 쪽 끝에서 운전하는 차량과 함께 푸시-풀 모드로 기차를 작동한다. 6개의 새로운 다중 장치 열차가 2013년에 서비스를 시작하도록 주문되었으며, 위틀리베르크선와 질탈선 모두에서 작동할 수 있도록 이중 전압 작동이 가능하다.
2019년 기준으로, 서비스는 3-4개의 1층 및 2층 객차와 함께 푸시-풀 작동의 클래스 450 및 456 전기 기관차에서 계속 제공된다. 구성에 따라 각 열차의 좌석은 351~448석이다.